# Sonate for fløjte og klaver (Prokofjev)
Sergej Prokofjevs Sonate for fløjte og klaver, op. 94, blev komponeret i 1942-3 for tværfløjte og klaver. Den er senere blevet transskriberet til violin af David Oistrakh, som op. 94a.

## Musik
Værket består af fire satser:
- I. Moderato
- II. Scherzo: Presto
- III. Andante
- IV. Allegro con brio